# Federazione calcistica delle Isole Marshall
La Marshall Islands Soccer Federation (in Italiano federazione calcistica delle Isole Marshall) è l'organo che governa il calcio nelle Isole Marshall. Le Isole Marshall non sono membro né dell'Oceania (OFC), né della FIFA, ma sta lavorando per diventarne membro nei prossimi anni.

## Storia
La federazione è stata fondata nel 2020 con lo scopo di introdurre lo sport nella nazione che in precedenza non aveva storia calcistica. Nel maggio 2019 è iniziata la costruzione del Majuro Track and Field Stadium. Originariamente costruito come sede per i Giochi della Micronesia del 2023, lo stadio sarebbe anche la casa del calcio nella nazione.
Nel dicembre 2022 è stato annunciato che la federazione aveva assunto il suo primo direttore tecnico, l'allenatore britannico Lloyd Owers. Owers è diventato così responsabile della creazione della struttura calcistica per la nazione, compresi i programmi di sviluppo scolastico e giovanile fino alla squadra nazionale di calcio delle Isole Marshall. 
Nel gennaio 2023 la federazione ha lanciato una campagna GoFundMe. Il denaro raccolto sarà utilizzato per acquistare attrezzature per iniziare a far crescere lo sport nella nazione. Come parte della campagna è stato anche annunciato che un campionato nazionale è stato pianificato per iniziare nel 2023 con la squadra nazionale che giocherà una partita entro il 2024. 
Invero, i primi incontri della Nazionale delle Isole Marshall si sono disputati in occasione dell'Outrigger Challenge Cup, organizzata nel 2025 a Springdale, Arkansas, disputata dalle Isole Vergini americane, Turks and Caicos, la squadra locale dell'Ozark United FC e appunto le Isole Marshall, che il 14 agosto hanno perso il primo incontro della loro storia contro le Isole Vergini americane per 4-0 e il 16 agosto sono stati nuovamente sconfitti da Turks and Caicos (2-3 il risultato finale). Josiah Blanton è stato l'autore della prima rete della storia per la sua nazionale marshallese. 